# عادت بلوری

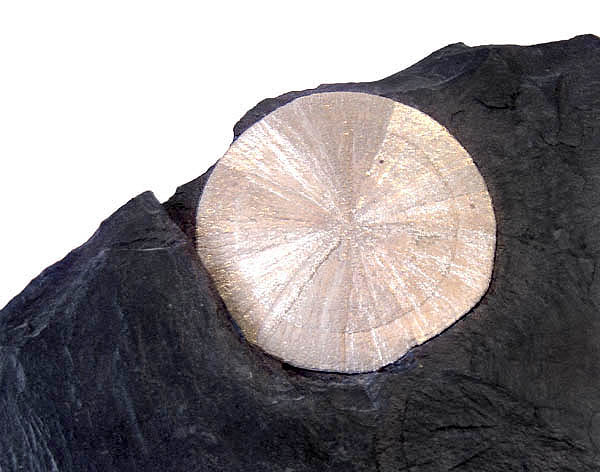
خورشید پیریت (یا دلار) در خمیرهٔ شیل چند لایه. بین لایه‌های شیل با فاصله تنگ، سنگدانه‌ها مجبور به رشد به صورت فشرده و تابشی جانبی شدند. در شرایط عادی، پیریت مکعب یا پنج‌ضلعی دوازده‌وجهی تشکیل می‌دهد.

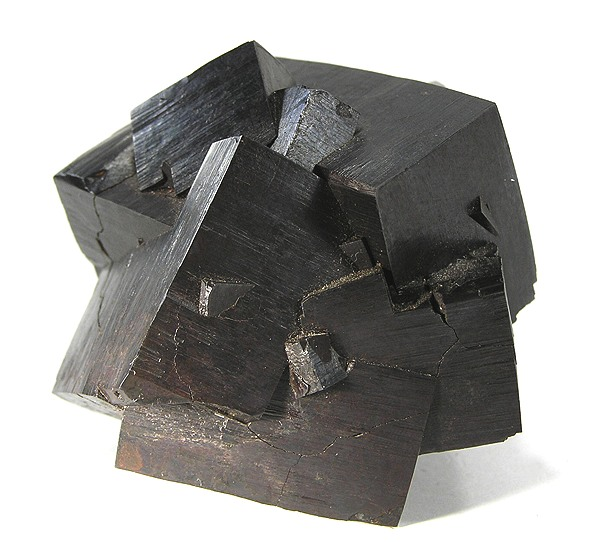
گوتیت جایگزین مکعب‌های پیریت

عادت کریستالی در کانی‌شناسی ویژگی شکل خارجی یک بلور یا یک گروه بلوری است. عادت یک بلور توصیفی از شکل کلی و ساختار بلوری آن است، به علاوه اینکه هر شکل چگونه توسعه یافته‌است.
تشخیص این عادت ممکن است به شناسایی یک ماده معدنی کمک کند. هنگامی که وجوه به علت رشد غیرشلوغ به خوبی رشد کنند، بلور شکل‌دار نامیده می‌شود، بلور با وجوه تا حدودی توسعه‌یافته زیر وجهی، و بلور با وجوه کریستالی توسعه نیافته بی‌شکل نامیده می‌شود. محور بلند یک کریستال کوارتز شکل‌دار معمولاً عادت منشوری شش وجهی با وجوه روبه‌رو موازی دارد. سنگدانه‌ها می‌توانند از تک‌کریستال‌ها با دانه‌های شکل‌دار تا بی‌شکل تشکیل شوند. چیدمان بلورها در سنگدانه می‌تواند مشخصه کانی‌های خاصی باشد. به عنوان مثال، مواد معدنی مورد استفاده برای عایق آزبست اغلب در یک عادت فیبری به شکل توده‌ای از الیاف بسیار ظریف، رشد می‌کنند.
اصطلاحاتی که توسط کانی شناسان برای گزارش عادات کریستالی استفاده می‌شود، ظاهر متداول یک کانی آرمانی را توصیف می‌کند. تشخیص عادت می‌تواند به شناسایی کمک کند زیرا برخی از عادت‌ها مشخصه هستند. با این حال، بیشتر کانی‌ها به دلیل شرایط در طی تبلور، عادت‌های آرمانی از خود نشان نمی‌دهند. بلورهای شکل‌دار که در شرایط غیرشلوغ و بدون دانه‌های کریستالی مجاور تشکیل می‌شوند، رایج نیستند. اغلب وجوه، به‌طور ناچیزی روبه‌روی دانه‌های مجاور شکل می‌گیرند یا شکل نمی‌گیرند و عادت این کانی ممکن است به راحتی قابل تشخیص نباشد.

## عوامل مؤثر
عوامل مؤثر بر عادت عبارتند از: ترکیبی از دو یا چند شکل بلوری، ردپای ناخالصی‌های موجود در طی رشد، شرایط دوقلویی و رشد کریستال (یعنی گرما، فشار، و فضا)، و گرایش‌های خاص رشد مانند شیارهای رشد. مواد معدنی متعلق به یک سیستم کریستالی یکسان لزوماً عادت مشابهی را نشان نمی‌دهند. برخی از عادات یک ماده معدنی منحصر به گوناگونی و موقعیت آن است: برای مثال، در حالی که بیشتر یاقوت‌های کبود بلورهای بشکه‌ای شکل کشیده را تشکیل می‌دهند، نمونه‌هایی که در مونتانا یافت می‌شوند بلورهای محکم جدولی را تشکیل می‌دهند. معمولاً عادت اخیر فقط در یاقوت دیده می‌شود. یاقوت کبود و یاقوت سرخ هر دو گونه‌هایی از یک کانی به نام کرندوم هستند.
برخی از کانی‌ها ممکن است جایگزین سایر کانی‌های موجود شوند و در عین حال عادت اصلی خود را حفظ کنند، این فرایند جایگزینی شبه شکل نامیده می‌شود. یک نمونه کلاسیک کوارتز چشم ببر است که آزبست کروسیدولیت با سیلیس جایگزین شده‌است. در حالی که کوارتز معمولاً کریستال‌های منشوری (کشیده و منشور مانند) را تشکیل می‌دهد، در چشم ببر، کروسیدولیت عادت رشته‌ای (فیبری) اولیهٔ خود را حفظ می‌کند.
نام عادت‌های کریستالی برگرفته از:
- وجه‌های کریستالی غالب (منشور–منشوری، هرم–هرمی، و پیناکوئید – پهن)
- شکال‌های کریستالی (مکعبی، هشت وجهی، دوازده وجهی)
- تجمع کریستال‌ها یا سنگدانه‌ها (فیبری، خوشه‌انگوری، تابشی، توده‌ای)
- ظاهر کریستالی (برگی / لایه ای، دندریتی، تیغه‌ای، سوزنی، عدسی شکل، جدولی (قرص شکل))

## فهرست
| عادت                              | تصویر             | توضیح | مثال                                            |
| --------------------------------- | ----------------- | --- | ----------------------------------------------- |
| سوزنی                             | ناترولیت          | سوزنی‌مانند، بلند، باریک یا مخروطی | ناترولیت، روتیل                                 |
| بادامی                            | مس آزاد           | مثل بادام جاسازی‌شده | هولاندیت، زیرکُن زیروجهی                         |
| تیغه‌ای                            | اکتینولیت         | تیغه‌مانند، بلند، و پهن | کیانیت، اکتینولیت                               |
| خوشه‌انگوری یا کروی                | مرمر سبز          | انگور مانند، توده‌های نیمکره‌ای | هماتیت، پیریت، مرمر سبز، اسمیت زونیت، همی‌مورفیت |
| ستونی                             | سلنیت (سنگ‌گچ)     | مشابه فیبری: منشورهای بلند و باریک اغلب با رشد هم‌راستا                                                                                       | کلسیت، سنگ‌گچ/سلنیت                              |
| تاج خروس                          | مارکارسیت         | بلورهای پوسته پوسته یا جدولی جمع شده با فاصله نزدیک                                                                                          | باریتین، مارکارسیت                              |
| مکعبی                             | فلوئوریت          | مکعبی شکل | پیریت، گالن، سنگ نمک                            |
| دندریتی یا درختی                  | پیرولوزیت         | درخت مانند، انشعاب در یک یا چند جهت از نقطه مرکزی                                                                                            | رومانشیت، منیزیت، مس آزاد                       |
| دوازده وجهی                       | نارسنگ            | دوازده‌لوزوجهی، ۱۲گوشه | نارسنگ                                          |
| حفره‌ای یا پوسته‌ای                 | کوارتز            | مجموعه ای از کریستال‌های کوچک که یک سطح یا حفره را می‌پوشانند                                                                                  | یوواروویت، مرمر سبز، آزوریت                     |
| هم‌ریختی آینه‌ای                    | سنگ گچ            | عادت تصویر آینه‌ای (یعنی دوقلویی کریستالی) و ویژگی‌های نوری؛ کریستال‌های راست و چپ                                                              | کوارتز، پلاژیوکلازها، استورولیت                 |
| هم‌بعد، مستحکم                     | آپوفیلیت          | طول، عرض، و ضخامت تقریباً برابر | الیوین، نارسنگ                                  |
| رشته‌ای (فیبری)                    | اکتینولیت         | منشورهای بسیار باریک | سرپانتین، ترمولیت (یعنیپنبه نسوز)               |
| نخی یا مویرگی                     | میلریت            | مومانند یا نخ‌مانند، فوق‌العاده خوب | بسیاری از زئولیت‌ها                              |
| متورق یا مینایی یا لایه‌لایه       | لپیدولیت          | ساختار لایه ای، تفکیک به ورقه‌های نازک | موسکویت، بیوتیت                                 |
| دانه‌ای                            | بورنیت            | سنگدانه‌هایی از بلورهای بی‌شکل در خمیره | بورنیت، شئلیت                                   |
| هم‌ریخت                            | همی مورفیت        | کریستال دو انتهایی با دو شکل انتهای متفاوت                                                                                                   | همی مورفیت، البائیت                             |
| شش‌وجهی                            | کرندوم            | شش ضلعی شکل | کوارتز، هانکسیت                                 |
| بلورهای قیف                       | سنگ نمک           | مانند مکعب، اما قسمت‌های بیرونی مکعب‌ها سریع‌تر از قسمت‌های داخلی رشد می‌کنند و یک فرورفتگی ایجاد می‌کنند                                          | سنگ‌نمک، کلسیت، بیسموت مصنوعی                    |
| پستان‌مانند                        | مرمر سبز          | پستان‌مانند؛ سطح تشکیل شده از اشکال کروی جزئی متقاطع، نسخه بزرگتر از دانه‌های خوشه‌انگوری، همچنین لایه‌های متحدالمرکز                            | مرمر سبز، هماتیت                                |
| توده‌ای یا فشرده                   | فیروزه            | بی‌شکل، بدون شکل کریستالی خارجی متمایز | لیمونیت، فیروزه، شنگرف، زرنیخ سرخ               |
| گره‌گره                            | سنگ یمانی         | رسوب به شکل تقریباً کروی با برآمدگی‌های نامنظم                                                                                                 | سنگ یمانی                                       |
| هشت‌وجهی                           | الماس             | هشت وجهی (دو هرم پایه به پایه) | الماس، مگنتیت                                   |
| پهن                               | ولفونیت           | پیناکوئید برجسته، تخت، قرص مانند | ولفونیت                                         |
| پر مانند                          | آوری کلسیت        | فلس‌های ریز و پر مانند | آوری کلسیت، بولانژریت، مترامیت                  |
| منشوری                            | تورمالین          | دراز، منشور مانند: وجوه کریستالی به خوبی توسعه یافته موازی با محور عمودی                                                                     | تورمالین، گوشنیت                                |
| شبه‌شش‌ضلعی                         | آراگونیت          | ظاهر شش ضلعی به دلیل دوقلویی حلقوی | آراگونیت، کریزوبریل                             |
| تابشی یا شعاعی یا واگرا           | استیبین           | تابش به بیرون از یک نقطه مرکزی بدون تولید ستاره (کریستال‌ها معمولاً از هم جدا هستند و طول‌های متفاوتی دارند)                                    | استیبین                                         |
| قلوه‌ای یا گل‌کلمی                  | مترامیت           | توده‌های متقاطع کلیه شکل | هماتیت، پیرولوزیت، گرینوکیت                     |
| مشبّک                              | سروزیت            | بلورهایی که توده‌های شبکه مانند را تشکیل می‌دهند                                                                                               | سروزیت                                          |
| گلبرگی یا عدسی (بلورهای عدسی شکل) | رز صحرا (باریتین) | پهن، تابش دانه‌های گل‌رز مانند | سنگ گچ، باریتین (رز صحرا)                       |
| پروانه‌ای                          | تیتانیت           | گوه‌ای | تیتانیت                                         |
| استالاکتیت                        | مرمر سبز          | شکل‌گیری به صورت استالاکتیت یا استالاگمیت؛ استوانه ای یا مخروطی شکل                                                                           | کلسیت، گوتیت، مرمر سبز                          |
| ستاره‌ای                           | پیروفیلیت         | دانه‌های ستاره‌مانند و شعاعی که از یک نقطه ستاره‌مانند تابش می‌کنند تا کره‌های درشت تولید کنند (کریستال‌ها از هم جدا نیستند و طول‌های مشابهی دارند) | پیروفیلیت، آراگونیت، واولیت، خورشیدهای پیریت    |
| مخطط                              | پیریت             | نه به خودی خود یک عادت، بلکه وضعیت خطوطی است که می‌توانند روی سطوح بلوری خاصی روی برخی مواد معدنی رشد کنند                                    | تورمالین، پیریت، کوارتز، فلدسپات، اسفالریت      |
| جدولی (همچنین ریشه‌دار یا قالب‌دار) | اولیگوکلاز        | درازتر از هم‌بعد، کمی بلندتر از پهن، تخت به شکل قرص                                                                                           | فلدسپات، توپاز                                  |
| چهاروجهی                          | تترائدریت         | بلورهای چهاروجهی شکل | تترائدریت، لعل، مگنتیت                          |
| برگ گندم                          | استیلبیت          | سنگدانه‌هایی شبیه به آرد گندم دست درو | استیلبیت                                        |